# Кубок Туреччини з футболу 1999—2000
Кубок Туреччини з футболу 1999–2000 — 38-й розіграш кубкового футбольного турніру в Туреччині. Титул вдруге поспіль здобув Галатасарай.

## Календар
| Раунд        | Дата              | Матчі | Клуби   |
| ------------ | ----------------- | ----- | ------- |
| Перший раунд | 27 жовтня 1999    | 18    | 64 → 46 |
| Другий раунд | 10 листопада 1999 | 14    | 46 → 32 |
| 1/16 фіналу  | 14-15 грудня 1999 | 16    | 32 → 16 |
| 1/8 фіналу   | 18-19 січня 2000  | 8     | 16 → 8  |
| 1/4 фіналу   | 2 лютого 2000     | 4     | 8 → 4   |
| 1/2 фіналу   | 16 лютого 2000    | 2     | 4 → 2   |
| Фінал        | 3 травня 2000     | 1     | 2 → 1   |

## Перший раунд
| Команда 1              | Рахунок | Команда 2             |
| ---------------------- | ------- | --------------------- |
| 27 жовтня 1999         |         |                       |
| Еюпспор (3)            | 2:5     | Бакиркейспор (2)      |
| Газіосманпашаспор (2)  | 2:4     | Пендікспор (2)        |
| Карталспор (2)         | 1:0     | Гебзесспор (3)        |
| Бейлербеї (3)          | 1:3     | Зейтінбурнуспор (2)   |
| Єні Назілліспор (2)    | 3:1     | Кушадасиспор (2)      |
| Аліага Петкім (3)      | 2:0     | Ізмірспор (2)         |
| Буджаспор (2)          | 1:0     | Біледжикспор (3)      |
| Мармарисспор (2)       | 4:2     | Каршияка (2)          |
| Асашспор (2)           | 1:2     | Анкараспор (2)        |
| Кириккалеспор (2)      | 1:0     | Болуспор (2)          |
| Конья Ендюстріспор (2) | 1:0     | Газіантеп (2)         |
| Джейханспор (3)        | 0:1     | Мерсін Ідманюрду (2)  |
| Артвін Хопаспор (2)    | 3:2     | Амасьяспор (2)        |
| Їмпаш Йозгатспор (2)   | 3:2     | Сівасспор (2)         |
| Догубеязітспор (3)     | 1:2     | Шанлиурфаспор (2)     |
| Сіїртспор (2)          | 2:0     | Адияманспор (2)       |
| Хаккаріспор (3)        | 1:2     | Єні Малатьяспор (2)   |
| Діярбакирспор (2)      | 2:0     | Батман Петролспор (2) |

## Другий раунд
| Команда 1              | Рахунок | Команда 2              |
| ---------------------- | ------- | ---------------------- |
| 10 листопада 1999      |         |                        |
| Сариєр (2)             | 1:2     | Пендікспор (2)         |
| Бакиркейспор (2)       | 4:2     | Зейтінбурнуспор (2)    |
| Карталспор (2)         | 1:0     | Істанбул Бююкшехір (2) |
| Єні Назілліспор (2)    | 5:2     | Айдинспор (2)          |
| Аліага Петкім (3)      | 0:4     | Денізліспор            |
| Гезтепе                | 3:2     | Мармарисспор (2)       |
| Конья Ендюстріспор (2) | 3:0     | Буджаспор (2)          |
| Їмпаш Йозгатспор (2)   | 3:1     | Шекерспор (2)          |
| Анкараспор (2)         | 3:2     | Мерсін Ідманюрду (2)   |
| Кайсеріспор (2)        | 1:0     | Кириккалеспор (2)      |
| Чайкур Різеспор (2)    | 5:0     | Артвін Хопаспор (2)    |
| Ванспор                | 4:2     | Діярбакирспор (2)      |
| Єні Малатьяспор (2)    | 2:4     | Елязигспор (2)         |
| Сіїртспор (2)          | 5:2     | Шанлиурфаспор (2)      |

## 1/16 фіналу
| Команда 1                  | Рахунок      | Команда 2              |
| -------------------------- | ------------ | ---------------------- |
| 14 грудня 1999             |              |                        |
| Аданаспор                  | 1:2          | Самсунспор             |
| Пендікспор (2)             | 2:1          | Фенербахче             |
| 15 грудня 1999             |              |                        |
| Чайкур Різеспор (2)        | 2:2 пен. 5:6 | Анкарагюджю            |
| Єні Назілліспор (2)        | 1:1 пен. 4:1 | Генчлербірлігі         |
| Сіїртспор (2)              | 1:1 пен. 1:4 | Алтай                  |
| Кайсеріспор (2)            | 1:2          | Бурсаспор              |
| Чанаккале Дарданелспор (2) | 1:0          | Бешикташ               |
| Ванспор                    | 1:0          | Карталспор (2)         |
| Трабзонспор                | 3:1          | Гезтепе                |
| Істанбулспор               | 2:0          | Конья Ендюстріспор (2) |
| Антальяспор                | 2:0          | Їмпаш Йозгатспор (2)   |
| Ерзурумспор                | 4:1          | Денізліспор            |
| Галатасарай                | 5:1          | Анкараспор (2)         |
| Кардемір Карабюкспор (2)   | 0:4          | Коджаеліспор           |
| Елязигспор (2)             | 0:5          | Газіантепспор          |
| Бакиркейспор (2)           | +:-          | Сакар'яспор (2)        |

## 1/8 фіналу
| Команда 1                  | Рахунок      | Команда 2      |
| -------------------------- | ------------ | -------------- |
| 18 січня 2000              |              |                |
| Чанаккале Дарданелспор (2) | 2:0          | Пендікспор (2) |
| Бурсаспор                  | 3:0          | Ванспор        |
| 19 січня 2000              |              |                |
| Істанбулспор               | 1:2          | Анкарагюджю    |
| Єні Назілліспор (2)        | 0:0 пен. 5:4 | Ерзурумспор    |
| Газіантепспор              | 4:3 дч       | Алтай          |
| Галатасарай                | 2:1          | Самсунспор     |
| Коджаеліспор               | 0:2          | Трабзонспор    |
| Бакиркейспор (2)           | 0:2          | Антальяспор    |

## 1/4 фіналу
| Команда 1     | Рахунок | Команда 2                  |
| ------------- | ------- | -------------------------- |
| 2 лютого 2000 |         |                            |
| Антальяспор   | 3:1     | Чанаккале Дарданелспор (2) |
| Бурсаспор     | 1:0     | Газіантепспор              |
| Анкарагюджю   | 7:0     | Єні Назілліспор (2)        |
| Трабзонспор   | 1:2     | Галатасарай                |

## 1/2 фіналу
| Команда 1      | Рахунок | Команда 2   |
| -------------- | ------- | ----------- |
| 16 лютого 2000 |         |             |
| Антальяспор    | 2:0     | Бурсаспор   |
| Анкарагюджю    | 0:2     | Галатасарай |

## Фінал
| 3 травня 2000 |

| Галатасарай                                                 | 5:3 дч   | Антальяспор                       |
| ----------------------------------------------------------- | -------- | --------------------------------- |
| Давала 13' Міксіріка 72' Унсал 99' Йозгатли 112' Шюкюр 113' | Протокол | Гюрсель 40' Демірай 70' Чакир 94' |

| Діярбакир Ататюрк, Діярбакир Глядачів: 14 000 Арбітр: Метін Токат |